# Rhophitulus solani
Rhophitulus solani är en biart som först beskrevs av Adolpho Ducke 1913.  Rhophitulus solani ingår i släktet Rhophitulus och familjen grävbin. Inga underarter finns listade i Catalogue of Life.